# G-Raum
Als G-Raum bezeichnet man in der Geometrie einen mit einer stetigen Gruppenwirkung versehenen topologischen Raum. Stetige Gruppenwirkungen und die in diesem Zusammenhang definierten allgemeinen Begriffe kommen in vielen mathematischen Problemstellungen auf natürliche Weise vor.

## Definition
Sei {\displaystyle M} ein topologischer Raum, {\displaystyle G} eine (topologische oder diskrete) Gruppe und
{\displaystyle G\times M\rightarrow M}
{\displaystyle (g,x)\mapsto gx}
eine stetige Wirkung von {\displaystyle G} auf {\displaystyle M}, das heißt eine stetige Abbildung mit
{\displaystyle g(hx)=(gh)x}
für alle {\displaystyle g,h\in G,x\in M} sowie
{\displaystyle ex=x}
für das neutrale Element {\displaystyle e\in G} und alle {\displaystyle x\in M}, dann wird {\displaystyle M} G-Raum genannt.
Man spricht auch von einer stetigen Wirkung. Falls der zugrundeliegende topologische Raum ein metrischer Raum ist und für jedes {\displaystyle g} die Abbildung {\displaystyle x\to gx} eine Isometrie ist, spricht man von einer isometrischen Wirkung.

## Weitere Begriffe
Im Folgenden sei {\displaystyle M} ein G-Raum, {\displaystyle G\times M} trage die Produkttopologie und der Bahnenraum {\displaystyle G\backslash M} die Quotiententopologie.

### Transitive Wirkung
Eine Wirkung {\displaystyle G\times M\rightarrow M} heißt transitiv, wenn es zu jedem Paar {\displaystyle (x,y)\in M\times M} ein {\displaystyle g\in G} mit {\displaystyle gx=y} gibt.
Wenn {\displaystyle G} transitiv auf {\displaystyle M} wirkt, dann ist {\displaystyle M} homöomorph zu {\displaystyle G/G_{x}} mit der Quotiententopologie, wobei {\displaystyle G_{x}=\left\{g\in G:gx=x\right\}} der Stabilisator eines (beliebigen) Elementes {\displaystyle x\in M} ist.

### Freie Wirkung
Eine Wirkung {\displaystyle G\times M\rightarrow M} heißt frei, wenn aus {\displaystyle gx=x} (mit {\displaystyle g\in G} und {\displaystyle x\in M}) stets {\displaystyle g=e} folgt.
Eine Wirkung ist frei genau dann, wenn für alle {\displaystyle x\in M} der Stabilisator {\displaystyle G_{x}\subset G} nur aus dem neutralen Element besteht.

### Effektive Wirkung
Eine Wirkung heißt effektiv (oder treu), wenn es zu jedem {\displaystyle g\not =e} ein {\displaystyle x\in M} mit {\displaystyle gx\not =x} gibt.
Eine Wirkung ist also genau dann effektiv, wenn der entsprechende Homomorphismus von {\displaystyle G} in die Gruppe der Homöomorphismen von {\displaystyle X} ein Monomorphismus ist.

### Fixpunkte
Die Fixpunkte eines Elementes {\displaystyle g\in G} sind die Elemente {\displaystyle x\in M} mit {\displaystyle gx=x}.
Ein Punkt {\displaystyle x\in M} heißt globaler Fixpunkt der Gruppenwirkung, wenn {\displaystyle gx=x} für alle {\displaystyle g\in G} gilt.

### Eigentliche Wirkung
Eine Wirkung {\displaystyle G\times M\rightarrow M} heißt eigentlich, wenn die durch
{\displaystyle (g,x)\rightarrow (x,gx)}
gegebene Abbildung {\displaystyle \rho :G\times M\rightarrow M\times M} eine eigentliche Abbildung ist.
Wenn die Wirkung von {\displaystyle G} auf {\displaystyle M} eigentlich ist, dann ist {\displaystyle G\backslash M} Hausdorffsch und alle Orbiten {\displaystyle Gx} sind abgeschlossen. Der Stabilisator jedes Punktes ist kompakt und die Abbildung {\displaystyle G/G_{x}\rightarrow Gx} ist ein Homöomorphismus.

### Eigentlich diskontinuierliche Wirkung, Diskontinuitätsbereich
Eine Wirkung {\displaystyle G\times M\rightarrow M} heißt eigentlich diskontinuierlich, wenn es zu jedem {\displaystyle x\in M} eine Umgebung {\displaystyle U} gibt, für die
{\displaystyle \sharp \left\{g\in G:gU\cap U\not =\emptyset \right\}<\infty }.
Eine freie Wirkung ist eigentlich diskontinuierlich genau dann, wenn die Projektion {\displaystyle M\rightarrow G\backslash M} eine Überlagerung ist.
Eine {\displaystyle G}-invariante, offene Teilmenge {\displaystyle \Omega \subset M} heißt Diskontinuitätsbereich, wenn die Wirkung von {\displaystyle G} auf {\displaystyle \Omega } eigentlich diskontinuierlich ist. Im Allgemeinen muss ein maximaler Diskontinuitätsbereich nicht eindeutig bestimmt sein.
Im Fall einer Kleinschen Gruppe und ihrer Wirkung auf der Sphäre im Unendlichen gibt es einen eindeutigen maximalen Diskontinuitätsbereich, dieser ist das Komplement der Limesmenge und wird häufig auch als der Diskontinuitätsbereich der Kleinschen Gruppe bezeichnet. (Dies gilt allgemeiner auch für diskrete Gruppen von Isometrien von Hadamard-Mannigfaltigkeiten und ihre Wirkung auf der Sphäre im Unendlichen.)

### Kokompakte Wirkung
Eine Wirkung {\displaystyle G\times M\rightarrow M} heißt kokompakt, wenn der Orbitraum {\displaystyle G\backslash M} kompakt ist.
Eine Wirkung ist kokompakt, wenn es einen kompakten Fundamentalbereich gibt.

### Geometrische Wirkung
Eine Wirkung heißt geometrisch (engl.: geometric action), wenn sie eigentlich diskontinuierlich und kokompakt ist.